# Good Women

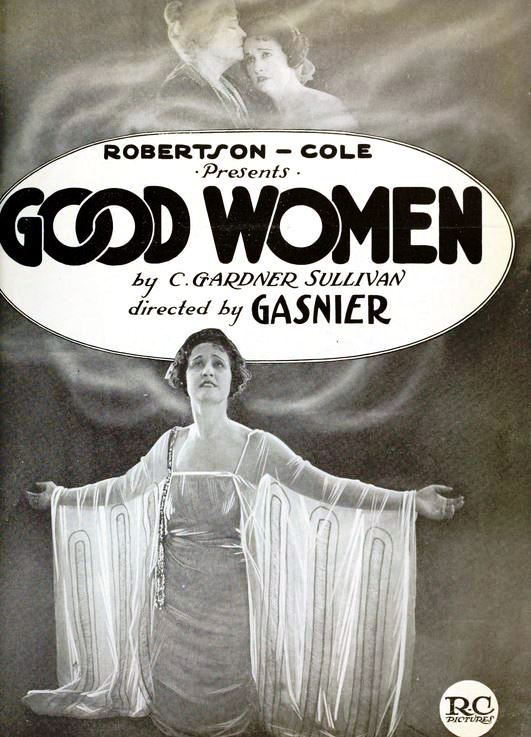
Annonce pour le film.

Good Women est un film américain réalisé par Louis Gasnier, sorti en 1921.

## Synopsis
Une jeune femme riche qui aime défier les conventions, s'enfuit avec un jeune musicien marié. Mais lorsqu'il la quitte, elle se retrouve rejetée par la société. Elle part alors en Italie, où elle rencontre Franklin Shelby, un jeune Américain également marié, dont elle tombe amoureuse.

## Fiche technique
- Réalisation : Louis Gasnier
- Scénario : C. Gardner Sullivan
- Photographie : Arthur Edeson
- Production : Robertson-Cole Pictures Corporation
- Distributeur : Robertson-Cole Pictures Corporation
- Genre : mélodrame
- Durée : 60 minutes
- Date de sortie : 3 avril 1921

## Distribution

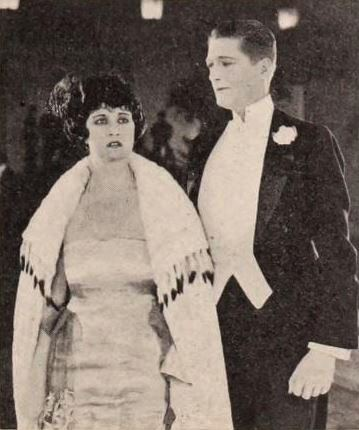
Rosemary Theby et William P. Carleton.

- Rosemary Theby : Katherine Brinkley
- Hamilton Revelle : Nicolai Brouevitch
- Irene Blackwell : Inna Brouevitch
- Earl Schenck : John Wilmot
- William P. Carleton : Sir Richard Egglethorpe
- Arthur Stuart Hull : Franklin Shelby
- Rhea Mitchell : 	Natalie Shelby
- Eugenie Besserer : Mrs. Emmeline Shelby